# Alarm (sång)
"Alarm" är en sång av Niklas Strömstedt. Den gavs ut som singel 1982, men finns också med på hans andra studioalbum Andra äventyr från 1983. På skivan medverkade kompbandet Skarpa skott. Alarm var den första singeln från skivan.
Alarm producerades av Lasse Lindbom. Medverkande musiker var Strömstedt (elgitarr, keyboard, sång), Hasse Olsson) (keyboard), Janne Bark (elgitarr, sång), Kenneth Pettersson (bas), Jan Blom (trummor) och Lindbom (sång). Singeln nådde inga listframgångar.

## Låtlista
Sida A
1. "Alarm"

Sida B
1. "Skarpa skott"

## Medverkande
- Janne Bark – elgitarr, sång
- Jan Blom – trummor
- Lasse Lindbom – sång, producent
- Hasse Olsson) – keyboard
- Kenneth Pettersson – bas
- Niklas Strömstedt – elgitarr, keyboard, sång